# سایلوم آدی
سایلوم آدی (تایلندی: สายลม อาดี؛ ۷ ژوئیهٔ ۱۹۸۶) بوکسور اهل تایلند است.